# Le Pacte du sang (film, 2006)
Pour les articles homonymes, voir Le Pacte du sang et Covenant.
Pour plus de détails, voir Fiche technique et Distribution.
Le Pacte du sang ou Le Pacte au Québec (The Covenant) est un film fantastique américain réalisé par Renny Harlin, sorti en 2006.
Le film débute alors que la fête étudiante du lycée Spenser d'Ipswich bat son plein, Caleb et ses trois amis ont d'autres loisirs. Descendants des familles qui fondèrent la ville à l'époque des sorcières de Salem, ils expérimentent les pouvoirs magiques dont ils ont hérité en secret à l'âge de treize ans. Lorsque, au petit matin, on découvre le corps d'un étudiant ayant succombé à ce qui semble être une overdose, Caleb et ses comparses sont immédiatement soupçonnés d'y être pour quelque chose. Sarah Wenham, une nouvelle venue, a encore plus de mal à s'intégrer. Elle a en outre l'impression constante que quelqu'un ou quelque chose l'espionne. Plus que jamais, Caleb et ses amis doivent être sur leurs gardes et protéger le secret ancestral qui les lie. Tous savent que chaque utilisation de leurs fascinants pouvoirs les fait vieillir prématurément. L'arrivée d'un nouveau, Chase Collins, va tout remettre en cause.

## Synopsis
Dans la ville d'Ipswich, quatre lycéens - Caleb Danvers, Pogue Parry, Reid Garwin et Tyler Simms, connus ensemble sous le nom de Fils d'Ipswich - sont les descendants de familles de sorcières coloniales et possèdent donc des capacités magiques. Leurs pouvoirs se manifestent à leur 13e anniversaire et se renforcent jusqu'à ce qu'ils s'élèvent à 18 ans. L'ascension augmente considérablement leurs pouvoirs mais lie également ceux-ci à leur force vitale. Plus un individu Ascensionné utilise sa magie, plus il en devient dépendant, ce qui peut entraîner un vieillissement prématuré et la mort.
Alors qu'il assiste à un feu de joie, Caleb rencontre Sarah Wenham, une étudiante transférée d'un lycée public de Boston. Les fils rencontrent également Chase Collins, un nouvel étudiant à la Spenser Academy. Leur réunion est écourtée lorsque des flics semblent interrompre la fête. Les garçons s'échappent en utilisant leurs pouvoirs. Après qu'un étudiant ait été retrouvé mort près de son campus, divers événements paranormaux se produisent, Sarah et sa colocataire Kate Tunney en étant le centre d'intérêt. Bouleversé, Caleb soupçonne Reid - le plus téméraire des sorciers - mais il nie avec colère l'accusation.
Caleb et plus tard Pogue voient un "darkling", un esprit mort et un présage malveillant. Pendant ce temps, Caleb et Sarah deviennent amoureux. Lors d'une course de natation, Caleb remarque que Chase affiche une utilisation magique. Après des recherches, Caleb conclut que Chase descend d'une cinquième famille, que l'on croyait éteinte depuis longtemps. Alors que les Sons discutent de cette révélation, Pogue apprend que sa petite amie Kate a été rendue comateuse par un sort. Enragé, il défie à la hâte Chase, qui l'hospitalise rapidement.
Caleb rend visite à Sarah, pour tomber dans le piège de Chase qui révèle qu'il ignorait l'origine de sa magie, ayant été adopté. Après avoir localisé son père biologique, il réalisa le prix de l'Ascension ; mais il était trop tard et il est devenu accro à l'utilisation de la magie. Son père biologique lui a alors transféré son pouvoir. Chase veut forcer d'autres sorciers Ascensionnés à lui transférer également leur pouvoir, à commencer par Caleb. Malgré l'avertissement de ce dernier selon lequel avoir plus de pouvoir ne le sauve pas de vieillir jusqu'à la mort, Chase l'ignore. Avant de partir, Chase menace la famille et les amis de Caleb s'il n'obtient pas ce qu'il veut. Caleb révèle la vérité à Sarah et l'emmène chez son père, un homme de 44 ans au corps décrépi à la suite d'abus d'utilisation de sa magie. Lorsque Sarah suggère que l'un des trois autres transfère son pouvoir à Caleb afin qu'il puisse combattre Chase, il refuse car cela coûterait la vie à la personne qui offre sa vie.
Le soir du 18e anniversaire de Caleb, il part affronter Chase et demande à Reid et Tyler de protéger Sarah. Cependant, Chase la kidnappe facilement. Dans une ancienne grange, les deux s'affrontent. Chase révèle une Sarah envoûtée et donne à Caleb un ultimatum de sa vie pour la sienne. Caleb Ascends mais refuse de donner son pouvoir. Les deux poursuivent le duel, mais Chase est surpassé. De retour à la maison, Evelyn, la mère de Caleb, supplie son mari de sauver Caleb. Il transfère son pouvoir à son fils et meurt. Une fois que le pouvoir de son père est infusé en lui, Caleb frappe Chase avec un coup final qui l'engloutit. Sarah, Kate et Pogue sont libérés de leurs malédictions.
Les pompiers arrivent sur les lieux et les informent qu'une troisième personne n'a pas été retrouvée, suggérant que Chase a en quelque sorte survécu et s'est échappé. Le couple monte dans la voiture de Caleb, et il utilise la magie avec désinvolture pour réparer le pare-brise cassé, perturbant Sarah alors qu'ils partent.

## Fiche technique
Sauf indication contraire, les informations mentionnées dans cette section peuvent être confirmées par la base de données cinématographiques IMDb,  présente dans la section « Liens externes ».
- Titre français : Le Pacte du sang
- Titre original : The Covenant
- Titre québécois : Le Pacte
- Réalisation : Renny Harlin
- Scénario : Joseph S. Cardone
- Musique : Tomandandy
- Photographie : Pierre Gill
- Montage : Nicolas De Toth
- Décors : Anne Pritchard et Gary Randall
- Costumes : April Napier
- Production : Gary Lucchesi (en), Tom Rosenberg, J.S. Cardone, Scott Einbinder, Carol Kottenbrook, Andre Lamal, James McQuaide et Roger Mincheff
- Sociétés de production : Screen Gems, Lakeshore Entertainment et Sandstorm Films
- Distribution : Screen Gems (États-Unis), Gaumont Columbia Tristar Films (France)
- Budget : 20 millions de dollars
- Pays de production : États-Unis
- Format : Couleurs - 2,35:1 - DTS / Dolby Digital / SDDS - 35 mm
- Genres : action, fantastique, horreur, thriller
- Durée : 97 minutes
- Dates de sortie :
  - États-Unis :8 septembre 2006
  - Belgique : 8 novembre 2006
  - France : 13 décembre 2006
- Avertissement : Film interdit aux moins de 12 ans[Où ?]

## Distribution
- Steven Strait (VF : Julien Allouf) : Caleb Danvers
- Laura Ramsey (VF : Clotilde Morgiève) : Sarah Wenham
- Sebastian Stan (VF : Franck Lorrain) : Chase Collins
- Taylor Kitsch (VF : Arnaud Pfeiffer) : Pogue Parry
- Chace Crawford (VF : Antoine Schoumsky) : Tyler Simms
- Toby Hemingway (VF : Jean-Christophe Dollé) : Reid Garwin
- Jessica Lucas (VF : Olga Sokolow) : Kate Tunney
- Kyle Schmid : Aaron Abbot
- Wendy Crewson : Evelyn Danvers
- Stephen McHattie : James Danvers
- Kenneth Welsh : Provost Higgins
- Christian Baril : l'adolescent décédé
- Rob Burns : M. Pennyworth
- Robert Crooks : Ryan Bael
- Larry Day : l'agent de police

## Production
Le scénario est signé Joseph S. Cardone, auteur et réalisateur de nombreux films d'horreur et fantastiques.
Pour les acteurs, le réalisateur Renny Harlin souhaite des acteurs peu connus du grand public mais avec tout de même de l'expérience :

« Les jeunes acteurs sont très enthousiastes et passionnés. Ils ne retournent pas dans leurs caravanes dès qu'ils peuvent, ne discutent pas au téléphone avec leur agent et ne prennent pas de leçons de yoga ! Ils sont vraiment sur le plateau avec vous à 100 %, ils sont excités par tout le processus du tournage et sont toujours volontaires pour essayer de nouvelles choses. Parmi des centaines et des centaines de candidats, nous avons trouvé un groupe d'acteurs idéal, qui avait le talent nécessaire et avait fait des films auparavant mais qui n'avait pas encore réellement percé. »

— Renny Harlin
Le tournage débute le 4 septembre 2005. Il se déroule déroulé entièrement au Canada : en Nouvelle-Écosse (Lennoxville et Lunenburg) et au Québec (Montréal).

## Bande originale
- More Human Than Human (Meet Bambi in the King's Harem Mix), interprété par White Zombie
- The Death and Resurrection Show, interprété par Killing Joke
- So Many People, interprété par Neurosonic
- Desperate Hearts, interprété par C'Mon
- Metro, interprété par The Vincent Black Shadow
- Euphoria, interprété par Collide
- The Lords of Salem, interprété par Rob Zombie
- The Question Song, interprété par Bif Naked
- Faster, interprété par Jules X
- Predator (Collide Remix), interprété par Front Line Assembly
- Watershock, interprété par Tomandandy
- Putnam Barn, interprété par Tomandandy
- Final Fight, interprété par Tomandandy
- Savior, interprété par Tomandandy
- Fall Fest, interprété par Tomandandy
- I Love Rock and Roll, interprété par Joan Jett and the Blackhearts

## Accueil

### Critique
Le film reçoit des critiques négatives. Sur l'agrégateur américain Rotten Tomatoes, il récolte 4% d'opinions favorables pour 73 critiques et une note moyenne de 2,85⁄10. Sur Metacritic, il obtient une note moyenne de 19⁄100 pour 16 critiques.
En France, le film obtient une note moyenne de 1,5⁄5 sur le site Allociné, qui recense 14 titres de presse.

### Box-office
Après de nombreux flop au box-office, Renny Harlin renoue ici avec le succès, certes modeste, avec plus de 37 millions de dollars de recettes mondiales, pour un budget estimé à 20 millions.
| Pays ou région    | Box-office     | Date d'arrêt du box-office | Nombre de semaines |
| ----------------- | -------------- | -------------------------- | ------------------ |
| États-Unis Canada | 23 380 495 $   | 19 octobre 2006            | 6                  |
| France            | 39 912 entrées | 6 janvier 2007             |                    |
| Total mondial     | 37 598 767 $   | -                          | -                  |

## Produit dérivé
Une préquelle en comic book, d'Aron Coleite et Tone Rodriguez, est éditée par Top Cow Comics,.